# Indothemis
Genre
Indothemis est un genre dans la famille des Libellulidae appartenant au sous-ordre des anisoptères dans l'ordre des odonates. Il comprend deux espèces.

## Espèces du genreIndothemis
- Indothemis carnatica (Fabricius, 1798)
- Indothemis limbata (Selys, 1891)